# تسپژانوو
تسپژانوو (به لهستانی:  Cyprzanów) یک روستا در لهستان است که در گمینا پیتروویتسه ویلکیه واقع شده‌است. تسپژانوو ۵۵۰ نفر جمعیت دارد.

## نگارخانه

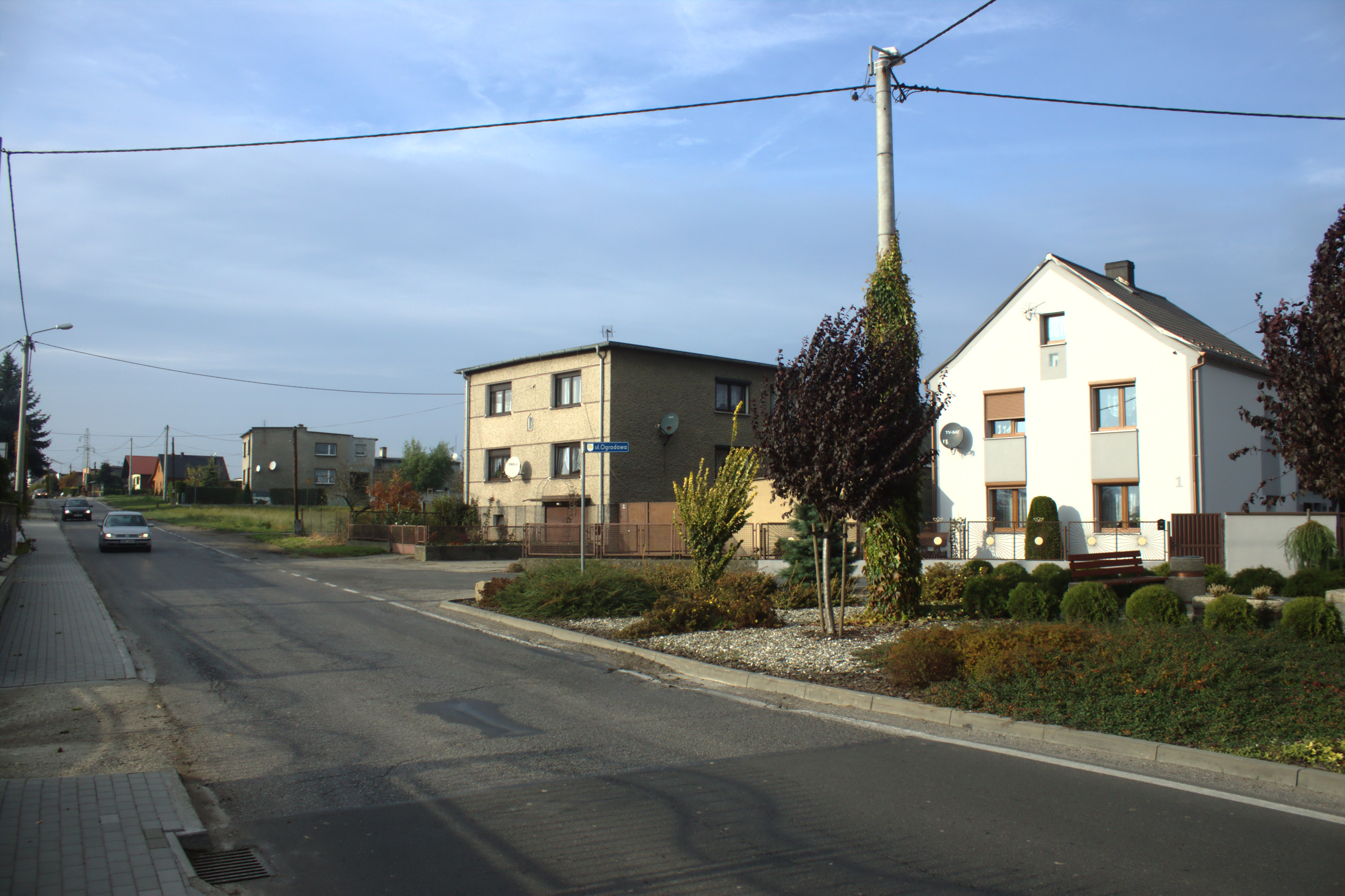
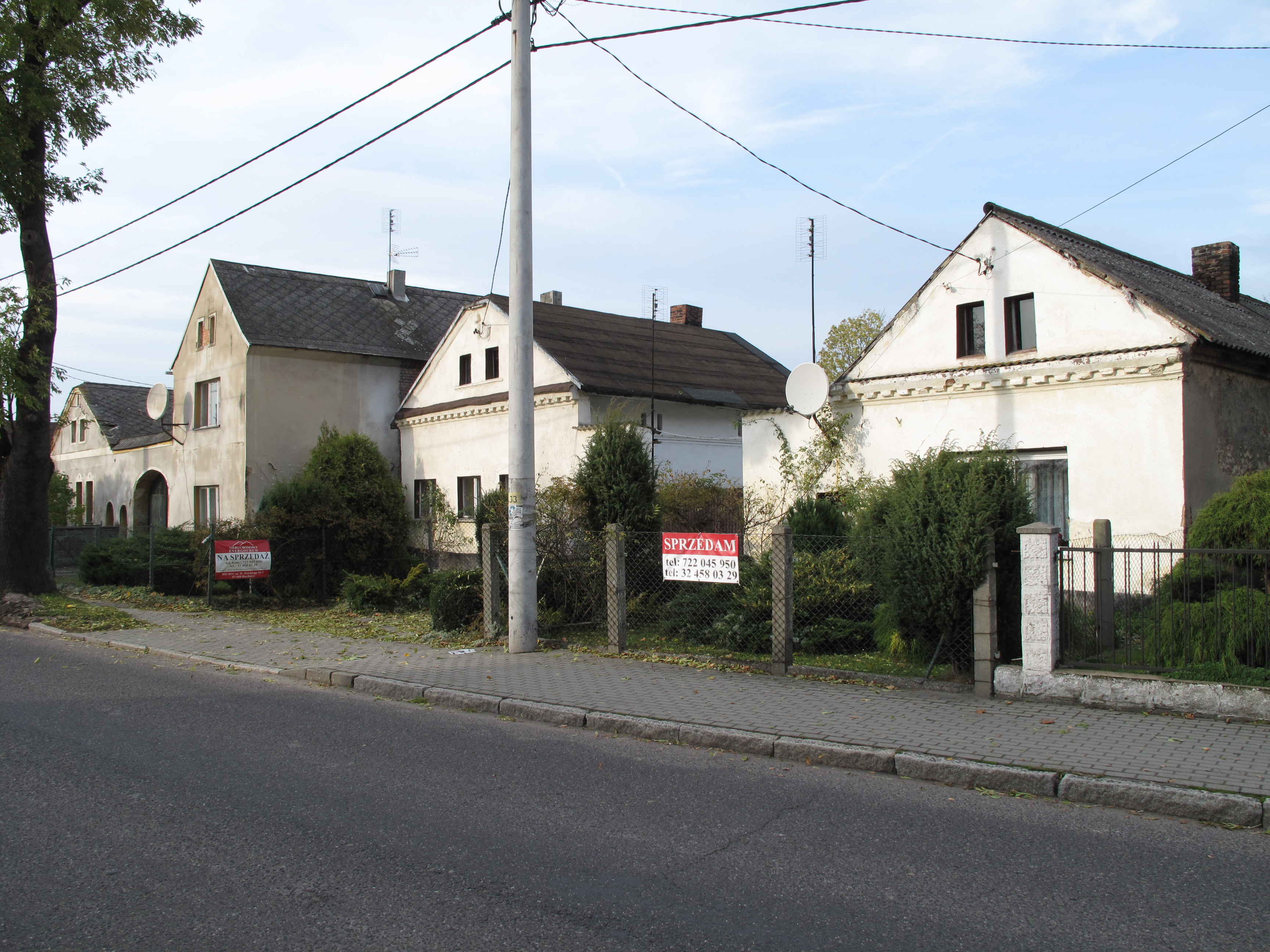
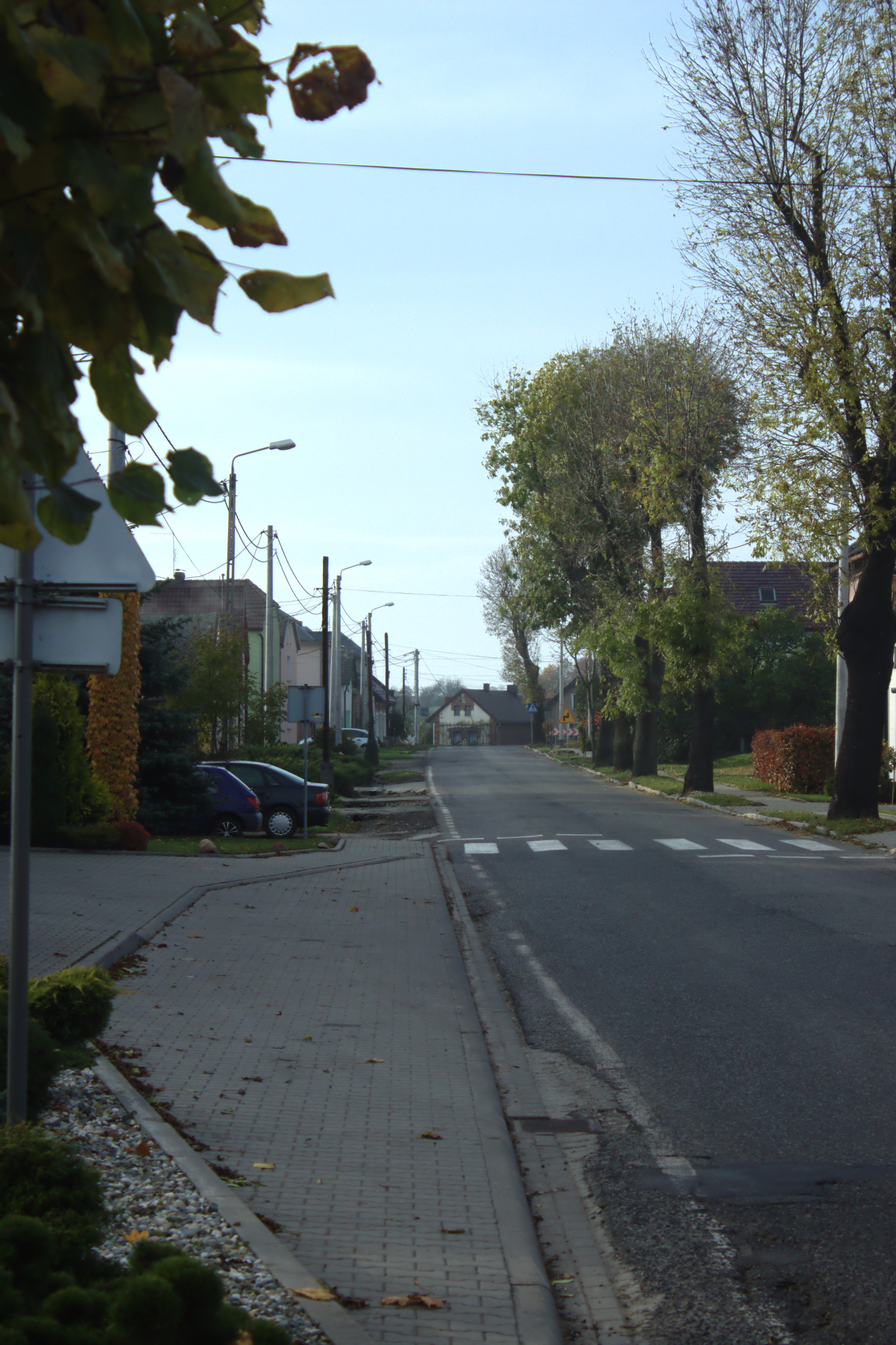